# Terciarização
Terciarização é o fenômeno onde o setor terciário da economia se expande, aumentando sua participação no Produto Interno Bruto de um país em comparação com os restantes [[setores econômicos.
Segundo os modelos teóricos clássicos, o desenvolvimento econômico leva a uma transformação do setor agrário em setor de serviços, passando pelo setor industrial.[ligação inativa] Ao mesmo tempo, há um processo de intersetorialização, integrando os três ramos de atividades, como ocorre na agroindústria.
Contudo, a terciarização vem se processando de maneira desigual nas economias desenvolvidas e no Terceiro Mundo. Enquanto os países industrializados expandem principalmente os setores ligados às tecnologias da informação e comunicação, as economias em desenvolvimento assistem a uma migração da mão-de-obra menos qualificada, que não consegue se empregar na agricultura ou na indústria.